# مقاطعة غرب البوسنة المستقلة

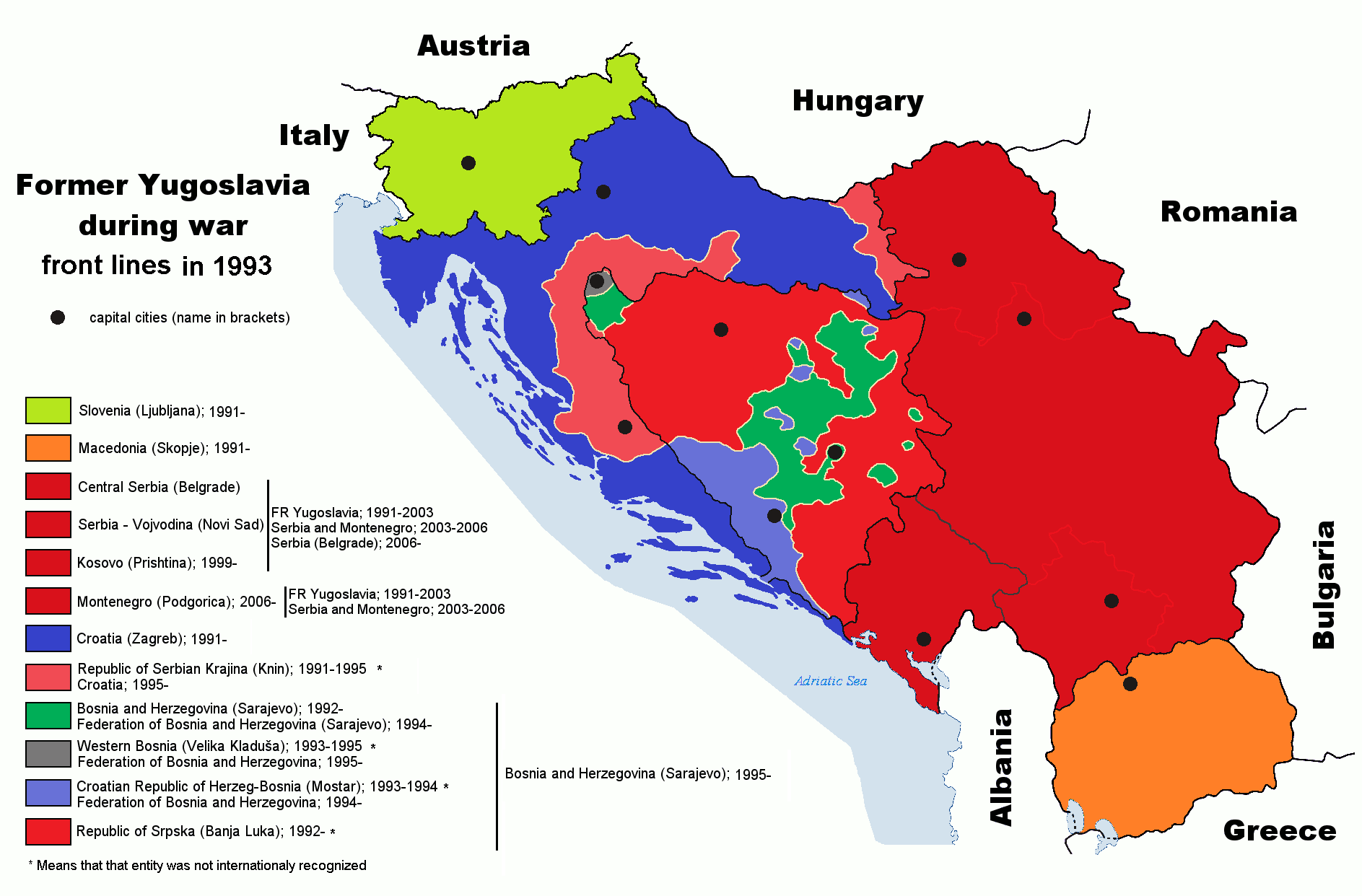
خريطة يوغوسلافيا في عام 1993 والتي تتضمن غرب البوسنة (باللون الرمادي).

مقاطعة غرب البوسنة المستقلة أو المعروفة اختصارا غرب البوسنة كانت دولة صغيرة غير معترف بها كانت موجودة في شمال غرب البوسنة والهرسك بين عامي 1993 و1995. وتتألف من بلدة فليكا كلادوشا عاصمتها بالإضافة إلى عدد قليل من القرى المجاورة. تم إعلان ذلك نتيجة للسياسات الانفصالية من قبل فكرت عبديتش ضد الحكومة المركزية لعلي عزت بيغوفيتش خلال حرب البوسنة والهرسك. لفترة قصيرة في عام 1995 كانت تعرف باسم جمهورية غرب البوسنة.

## التاريخ
كان فكرت عبديتش الفائز في التصويت الشعبي لرئاسة حكومة البوسنة في عام 1990 لكنه استسلم لعلي عزت بيغوفيتش بموجب اتفاق لم يكشف عنه.
في عام 1993 وفقا للصحفي أنتوني لويد قرر عبديتش محاولة إنشاء دولة صغيرة لنفسه ونجح في تجنيد عدد كاف من المتابعين لجعل أحلامه حقيقة. كان عبديتش قادرا على السيطرة على دولته الصغيرة باستخدام تقنيات الدعاية الشبيهة بالعبادة على أتباعه والأسلحة الصربية والتدريب العسكري. «التحدث إلى أتباعه المستقلين كان يشبه إلى حد كبير التحدث مع المتحولين إلى عبادة في أي مكان في العالم: حوار خشبي مسدود يتميز بغياب المنطق الفردي والمنطق».
كان اقتصاد غرب البوسنة يعتمد إلى حد كبير على شركة أغروكوميرتش التابعة لشركة فيليكا كلادوشا.
تعاونت المقاطعة المتمتعة بالحكم الذاتي مع صربيا وكرواتيا ضد الحكومة البوسنية في ضوء اجتماع ميلوسيفيتش-تودجمان في كاراكورشيفو الذي يُعتقد أنه كان يهدف إلى تقسيم البوسنة والهرسك بين كرواتيا وصربيا. تم منح دور عبديتش في تقويض السلطة المنافسة في سراييفو من قبل حكومتي كرواتيا ويوغوسلافيا الاتحادية (صربيا). مُنحت شركة أغروكوميرتش منطقة تجارة حرة مخصصة في ميناء رييكا الكرواتية وتجارة حرة مع الأراضي التي تسيطر عليها صربيا. حدثت التجارة بين غرب البوسنة وكرواتيا خلال حرب البوسنة والهرسك.
في عام 1994 غير فرانيو تودجمان سياساته تجاه البوسنة والهرسك بعد الضغط الدبلوماسي من الولايات المتحدة ومجلس الأمن التابع للأمم المتحدة. تم التوقيع على اتفاقية واشنطن في مارس 1994. وأصبح الوضع غير موات للغاية لمستقبل غرب البوسنة حيث لم يعد بإمكان فكر عبديتش الاعتماد على المساعدة المالية أو العسكرية من قبل أحد حماته.
وقد هُزم عسكريا خلال عملية النمر في يونيو وأغسطس 1994 عندما استولت قوات الحكومة البوسنية على أراضي غرب البوسنة. ومع ذلك تم طردهم في وقت لاحق من ذلك العام بمساعدة كبيرة من الصرب في عملية العنكبوت وأعيد تأسيس مقاطعة الحكم الذاتي في غرب البوسنة.
أعلنت المقاطعة نفسها جمهورية غرب البوسنة المستقلة في 26 يوليو 1995.
في أغسطس 1995 جعلتها عملية العاصفة بمثابة خط الدفاع الأخير لجمهورية كرايينا الصربية في كرواتيا. تم القضاء على جمهورية غرب البوسنة بالكامل خلال عملية الجيش الحكومية الكرواتية البوسنية المشتركة في 7 أغسطس 1995.

## فيما بعد
تم دمج أراضي غرب البوسنة في اتحاد البوسنة والهرسك داخل كانتون أونا سانا الحالي. فكرت عبديتش الذي حافظ على علاقات ودية مع الرئيس الكرواتي فرانيو تودجمان حصل على الجنسية الكرواتية وعاش في كرواتيا في المنفى.
بعد وفاة تودجمان في ديسمبر 1999 وهزيمة الاتحاد الديمقراطي الكرواتي في الانتخابات الكرواتية عام 2000 ألقي القبض على عبديتش في نهاية المطاف وأدين بارتكاب جرائم حرب ضد المدنيين البوسنيين الموالين لجمهورية البوسنة والهرسك. جرت المحاكمة في كرواتيا حيث حُكم على عبديتش بالسجن لمدة 20 عاما في عام 2002. وفي 9 مارس 2012 تم الإفراج عنه بعد أن قضى ثلثي عقوبته المخففة. في عام 2016 انتخبه مواطنو فيليكا كلادوشا لمنصب العمدة.